# سنجر طهرانی
میرزا عبد العطوف محمد تقی کمال الدین متخلص به سنجر طهرانی یکی از شاعران و نویسندگان فارسی و ایرانی اواخر دوران قاجار و اوایل دورهٔ پهلوی است که به هند مهاجرت کرده بود.
سنجر طهرانی، اهل سفر و جهان‌گردی بود و بسیاری از شهرهای هندوستان از آن جمله علیگر، پتنا، بلیا، لکهنو، بهوپال، رامپور و ... را دیده بود. او در ایالت بیهار هم چندی گذرانده و علاوه بر شهر پتنا، که مرکز ایالت است و به خاطر کتابخانهٔ خدابخش در دنیا مشهور است، از چند شهر دیگر آن دیدن کرده بود.
سنجر طهرانی شاعری ایرانی بود که با شعر گفتن، کار تصنیف و تألیف نیز انجام داده است؛ و اگر چه بیشترین کارهای ادبی او مربوط به شعر است اما در نثرنویسی هم دست داشت.
دستور سخن (نخستین اثر سنجر)، کلاه قلندری بر تاج فرخی (رساله‌ای کوچک در ۷۲ صفحه)، دل دانشوران سخن (مجموعه شعر سنجر)، کارستان اتفاق (دربارهٔ فواید اتحاد بین ایران و ترکیه)، دیوان سنجر (که نسخهٔ خطی آن به خط شاعر در نستعلیق معمولی در کتابخانه رضا رام پور نگهداری می‌شود)، قصیدهٔ نونیه، قصیدهٔ الفیه، قصاید سنجر، مجموعهٔ مثنویات، مجموعهٔ قصاید و قطعات تاریخی، قطعه وفات نیک صفات، کتاب الاخلاق، تقویم الاخلاق و ... از جمله آثار به جای مانده از سنجر طهرانی می‌باشد.
با وجودی که در این کشور نزدیک به نیم قرن زندگی نموده و در همان سرزمین دفن شده‌است، ذکرش در تذکره‌های این یا آن کشور دیده نمی‌شود. یاد این شاعر در هند فقط در تذکره کاملان رام پور تألیف احمد علی شوق رام پوری (که به زبان اردو است) و در تذکره روز روشن تألیف مظفر حسین صبا و در ایران در حدیقه الشعرا تألیف سید احمد دیوان بیگی آمده است.